# John Herron
John Herron (* 1. Februar 1994 in Coatbridge) ist ein schottischer Fußballspieler, der seit Juni 2015 beim FC Blackpool in England spielt. Aktuell ist er an den schottischen Zweitligisten Dunfermline Athletic verliehen.

## Karriere

### Verein
Der 1994 im schottischen Coatbridge geborene Herron kam im Jahr 2002 in die Youth Academy von Celtic Glasgow. Für die Bhoys spielte der Mittelfeldspieler ab der Spielzeit 2013/14 in der UEFA Youth League. Zuvor hatte er bereits im Alter von 18 Jahren in der Saison 2012/13 unter Teammanager Neil Lennon sein Profidebüt gegeben, als er für Georgios Samaras im Spiel gegen Ross County eingewechselt wurde. Im Januar 2015 wurde Herron bis zum Saisonende an den schottischen Zweitligisten FC Cowdenbeath verliehen. Nach seiner Rückkehr zu Celtic wurde Herron an den FC Blackpool verkauft.

### Nationalmannschaft
John Herron kam im März 2009 zu seinem Debüt in der schottischen U-15 Nationalmannschaft. Noch im selben Jahr debütierte er in der U-16. Ab 2010 in der U-17 aktiv, gelang ihm beim 8:0-Auswärtssieg gegen Malta im Januar des Jahres der erste Treffer im Nationaltrikot. Ab 2012 spielte Herron zeitweise in vier verschiedenen Juniorenmannschaften von der U-18 bis in die U-21.

## Erfolge
mit Celtic Glasgow:
- Schottischer Meister (2): 2013, 2014
- Schottischer Pokalsieger (1): 2013